# جون دولارد
جون دولارد (بالإنجليزية: John Dollard)‏ هو عالم نفس أمريكي، ولد في 29 أغسطس 1900 في ميناشا في الولايات المتحدة، وتوفي في 8 أكتوبر 1980 في نيو هيفن في الولايات المتحدة.

## وصلات خارجية
- جون دولارد على موقع الموسوعة البريطانية (الإنجليزية)